# Spremberg
Spremberg (tiếng Sorbia Grodk) là một thành phố thuộc huyện Spree-Neiße, bang Brandenburg, Đức. Thị xã có cự ly 20 km về phía nam Cottbus, trên một hòn đảo và hai bên sông Spree.
Một khu công nghiệp nằm ở đây và kéo sang cả bang Sachsen.
Ngày 26 tháng 5 năm 2006, nhà máy điện chạy than không có khí CO2 đầu tiên của thế giới đã được xây ở khu vực công nghiệp Schwarze Pumpe. Đây là một dự án thí điểm cho các dự án quy mô lớn tương tự trong tương lai.